# Conjuration Mineira

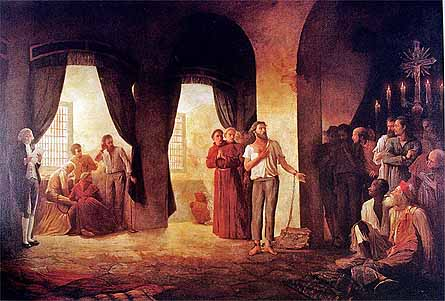
Lecture de la sentence aux conjurés.

La conjuration Mineira (Inconfidência Mineira ou Conjuração Mineira en portugais) fut une révolte avortée qui eut lieu en 1789, dans la capitainerie de Minas Gerais, au Brésil, contre les excès fiscaux de la domination portugaise, sous le régime du monopole colonial, et l'exploitation à outrance des richesses naturelles de la colonie par la métropole, au détriment des colons portugais nés ou installés sur place. 
Après le gouvernement de Cunha Meneses, célèbre pour ses excès, le nouveau gouverneur du Minas Gerais Furtado de Mendonça (pt) arrive à Ouro Preto en 1788, avec l’ordre de lancer la derrama (taxe exigée de la population qui représente la différence entre le quinto réel et les 100 arrobes d’or dues). Or, entre 1774 et 1785, le quinto a été de 68 arrobes par an. Il fallait lever 384 arrobes, somme énorme, de quoi provoquer un soulèvement. 
Joaquim José da Silva Xavier, dit Tiradentes (il avait des connaissance de médecin, de dentiste, de géologue et d’ingénieur hydraulicien), organise une conjuration. Il montre le contraste entre la richesse du pays et la pauvreté de ses habitants. Il promet l’appui des puissances étrangères (France). Il propose de rendre la terre à ses vrais propriétaires.
Le bruit de la conjuration parvient aux oreilles d’un contratador (entrepreneur), qui doit de grosses sommes à l’État. Pour le prix de sa dette, il dénonce Tiradentes et le fait prendre à Rio de Janeiro le 10 mai 1789. Les autres conjurés sont arrêtés dans le Minas. Tiradentes est pendu le 21 avril 1792. Trois des plus célèbres poètes brésiliens sont compromis : Claudio Manuel da Costa, Alvarenga Peixoto et Tomás Antônio Gonzaga.